# Massacre de Hancock House
 (juin 2022).
Si vous disposez d'ouvrages ou d'articles de référence ou si vous connaissez des sites web de qualité traitant du thème abordé ici, merci de compléter l'article en donnant les références utiles à sa vérifiabilité et en les liant à la section « Notes et références ».
Guerre d'indépendance des États-Unis
Le massacre de Hancock House est un événement qui eut lieu le 21 mars 1778 durant la guerre d'indépendance des États-Unis.

## Histoires
Le 21 mars 1778, le major John Graves Simcoe conduit environ 300 soldats britanniques à travers un marais pour entourer Hancock House. Vers 5 heures du matin, ils entrent dans une maison et surprennent de 20 à 30 membres de la milice locale, ainsi que le juge Hancock, un loyaliste. Huit américains sont tués au cours de la mêlée, y compris le juge Hancock, qui est mort le lendemain de 10 blessures par arme blanche. Les autres sont blessés sur les lieux ou lors de la retraite.
William Abbott et son fils Samuel ont regardé de leur maison à Elsinboro, en diagonale de l'autre côté du ruisseau de la maison Hancock, les soldats britanniques poursuivaient et tuaient les miliciens américains qui fuyaient les lieux.